# Filae
Le groupe Filae (anciennement Genealogie.com) est une société anonyme à conseil d'administration créateur éponyme d'un site Internet de généalogie proposant une base de données à destination de ses abonnés qui a été racheté en 2021 par MyHeritage. Un abonnement payant est obligatoire pour pouvoir interroger sa base de données.

## Historique

### Genealogie.com
Le portail Genealogie.com est d'abord édité par NotreFamille.com. Début 2007 la société entre en bourse. En 2010, le groupe souhaite se lancer dans le secteur de la numérisation d'archives à grande échelle, il achète la même année la société Archimaine, spécialisée dans la numérisation, elle y est fondue en tant que filiale.
Genealogie.com adopte un nouveau moteur de recherche en 2011. En octobre 2014, le site adopte une nouvelle charte graphique et devient un site web adaptatif.
En 2013, à la suite d'un contentieux entre la société NotreFamille.com et le département du Rhône, Genealogie.com obtient l'autorisation de réutiliser gratuitement les archives du département,.
Début 2015, NotreFamille.com est vendu. Reste Genealogie.com. L'entreprise souhaite se recentrer sur le développement de la généalogie,.
En juillet 2015, un accord est signé entre Genealogie.com et les archives départementales de Seine-et-Marne pour réutiliser les numérisations d'archives de l'état civil et des recensements de la population du département, et correspond au cinquième accord du genre qui avait été déjà conclu avec le Rhône, la Vendée, la Savoie et les Yvelines,. La même année 600 000 pages du Journal officiel sur une période s’étalant de 1869 à 1931 sont entièrement indexées et ajoutées au site.

### Filae

#### 2016-2021: succès et développement
L'année 2016 est l'occasion d'une refonte totale du site avec, en décembre, la mise en ligne de l'indexation de la quasi-totalité de l'état civil du XIXe siècle soit 100 millions d'actes d'état civil,,. La même année Généalogie.com adopte le nouveau nom de Filae, avec Stéphane Bern pour ambassadeur du nouveau portail,. L'entreprise avait alors profité de l'absence de mise en conformité des archives départementales avec la loi Valter pour réutiliser les données numérisées des départements à des fins commerciales. L’association des archivistes français oppose des problèmes de nature éthique et légale.
Le nouveau positionnement du site permet en 2017 une progression de 26 % du chiffre d’affaires par rapport à l'année précédente et un quasi-doublement du nombre de ses abonnés.
Le 28 juin 2018, le président-directeur général de Geneanet, Jacques Le Marois, est présent à l'assemblée générale de Filae, représentant Trudaine Participations, qui a acquis 25 % du capital de Filae, elle-même détenue à plus de 30 % par Geneanet,.
Le site s'enrichit régulièrement de plusieurs bases nominatives, en 2017 avec l’arrivée notamment du recensement de population de 1906, en 2018 avec le fonds de l'étude généalogique Andriveau,, les registres d’état civil européen de l’Algérie et les recensements de population de 1872. En 2019 des cartes de combattants des Hautes-Alpes sont ajoutées au site. Le site établit également des conventions avec des associations de généalogie pour augmenter sa base de données.
En janvier 2019, la filiale Archimaine, société spécialisée dans la numérisation est revendue par Filae à Hyxis pour 700 000 €.
Depuis le début de l'année 2019, le site entame l'indexation des registres paroissiaux du XVIIIe siècle département par département ; il intègre à ses bases de données dans un premier temps l'Aveyron, l'Indre, la Marne et le Pas-de-Calais puis l'Aube, le Tarn-et-Garonne, le Cher et l'Aude,,.
Dans le cadre de deux contrats conclus le 21 juin 2019, Filae emprunte 2,5 millions d'euros via le fonds d'investissement Vatel Capital, sous la forme d'obligations convertibles en actions soit 312 500 obligations au total,.

#### 2021: rachat par MyHeritage
Le 21 janvier 2021, Filae annonce dans un communiqué, être entré en négociations exclusives avec l'israélien MyHeritage, en vue de leur rapprochement soit par le rachat d'au moins 90 % du capital et des droits de vote soit, par la vente des actifs constituant ses activités à MyHeritage. Trudaine Participations, filiale de Geneanet, annonce le 22 janvier 2021, son intention de déposer une OPA sur l’ensemble des titres Filae avec pour objectif le franchissement du seuil de 50 % des droits de vote ou des actions avec, en cas de succès, une offre commune aux abonnés Premium de Filae et Geneanet,,.
Le 21 mai 2021, à la suite de l'assemblée générale des actionnaires de Filae, cette dernière vote, à 53,5 % des votes représentant 52,7 % des droits de vote, la vente des activités de filae.com au site concurrent MyHeritage. La cession des actifs de Filae.com interviendra donc d'ici fin 2021 et ne seront donc pas rapprochés de Geneanet qui avait émis une offre concurrente.
Le 2 août 2021, MyHeritage acquiert Filae après avoir signé un accord avec Geneanet et Trudaine Participations afin de mettre fin à une situation de blocage de plusieurs mois, ainsi Trudaine Participations et Geneanet renoncent au projet d'OPA et décident de ne pas s’aligner ni de surenchérir sur le prix proposé par MyHeritage dans le cadre de sa dernière offre remise à Filae et cèdent l’intégralité de leurs actions, respectivement 489 075 et 221 707 actions Filae au groupe MyHeritage au prix de 20,75 € par action. Le groupe MyHeritage conclut également le même jour un accord avec les fondateurs et actionnaires historiques de Filae, dont Toussaint Roze, aux termes duquel ces derniers cèdent un nombre d’actions Filae représentant 47,83% du capital social de Filae au prix de 20 € par action Filae. À l’issue des deux opérations, MyHeritage détient 90,91% du capital de Filae,.

## Description
Le nombre d'abonnés est établi à 44 000 en juin 2019, puis 49 263 au 31 décembre 2019. L'objectif déclaré en 2018 était d'atteindre les 100 000 abonnés en trois ans.

### Fonctionnalités

#### Bases nominatives avec archives
- Registres d'état civil français du XIXe siècle : théoriquement toute la France sauf le Gard, le Gers, le Jura, et les Hautes-Pyrénées (250 millions d’individus environ)
- Registres paroissiaux du XVIIIe siècle, 40 départements (75 millions d'individus)[42] : 
  - Ain[43], Allier[44], Aube[45], Aude[46], Aveyron[45], Calvados[47], Cher[30], Gironde, Indre[45], Indre-et-Loire[48], Jura, Loir-et-Cher[49], Haute-Loire[45], Loire-Atlantique[50], Loiret, Marne[45], Haute-Marne[50], Mayenne[42], Meuse[43], Moselle[51], Nord, Nièvre[48], Pas-de-Calais[49], Puy-de-Dôme[49], Pyrénées-Atlantiques[52], Hautes-Pyrénées[53], Rhône, Saône-et-Loire[49], Seine-Maritime[54], Tarn-et-Garonne[30], Var[45], Vaucluse[54], Vienne[52], Vosges[52], Val-de-Marne[52], Val d'Oise[47], Guadeloupe[55], Martinique[55], Guyane[42], La Réunion[42].
- Registres d'état civil européen de l’Algérie 1830-1904 (1,4 million d’individus environ)[56]
- Recensement de population de 1872 (16 millions d’individus)[57]
- Recensement de population de 1906 (20 millions d’individus)[58]
- Fonds Andriveau, fiches d'état civil des actes de mariage de Paris, entre 1613 et 1805 du fonds Andriveau (2,6 millions d'individus)[59]
- Engagés volontaires étrangers en 1939-1940 au sein de la Légion étrangère et dans des unités régulières (57 000 individus)

#### Bases nominatives sur la Première Guerre mondiale
- Soldats de la Grande Guerre (177 000 combattants)[60]
- Tableau d'honneur de la Grande Guerre (19 000 soldats cités à l’ordre de l’armée, décorés de la médaille militaire ou de la Légion d’honneur)
- Soldats distingués (144 000 soldats et officiers cités à l'ordre de l'armée ou décorés)
- Soldats français prisonniers (475 000)
- Victimes en Ile-de-France (62 200 vicitimes)
- Victimes civiles en Normandie (34 600 individus)
- Victimes dans les anciennes colonies (10 300 individus)
- Belges morts pour la patrie (44 000 militaires et civils)
- Non-morts pour la France (97 000 militaires)
- Réfugiés de l'Est de la France en Haute-Savoie (13 000 individus)
- Populations déplacées (135 600 individus)
- Soldats belges décédés et décorés (104 500 militaires)
- Morts pour la France (1 424 300 militaires)

## Affaires juridiques
La société NotreFamille.com a par le passé souhaité obtenir de chaque service d'archives départementales la possibilité de réutiliser leurs fonds d'intérêt généalogique par la communication d'images numériques d'état civil et de recensements avec pour objectif l'indexation pour chaque département de l'intégralité de ces sources généalogiques. Certaines archives départementales ayant refusé les demandes de réutilisation commerciales formulées par la société, celle-ci a saisi à plusieurs reprises les tribunaux administratifs notamment contre les archives de la Vendée, du Rhône, de la Savoie et des Yvelines, qui ont abondé dans le sens de la société.

### Victoires juridiques
Contre les archives départementales du Rhône :
- En 2011, l'entreprise de généalogie conteste devant la CADA les tarifs que lui propose le Rhône pour réutiliser commercialement ses archives. Le 26 mai dernier, la commission rend un avis en faveur de l'entreprise. Le 23 mars 2010, le département était déjà visé par un avis négatif de la CADA saisie, la commission avait estimé que le refus de communication des recensements n'était pas justifié[62]. En 2012, le département du Rhône opère un revirement total et consent à une réutilisation gratuite[7].

SIAF contre Filae, question des licences et les tarifs de réutilisation :
- En 2016, le Service interministériel des archives de France, le Conseil supérieur des Archives et les services départementaux d'archives n'apprécient pas la méthode de réutilisation en ligne par Filae des archives de l'état civil du XIXe siècle. Le SIAF saisit alors la CADA en urgence, la commission rend un avis 15 décembre afin de savoir si les licences et les tarifs de réutilisation établis par les archives étaient encore valides et formule une réponse nuancée, ainsi les licences ne sont valables que partiellement, cependant l'obligation d'obtenir une licence est réaffirmée[63]. L'entreprise réaffirme ensuite son souhait de signer des licences avec les archives[19],[64],[65].

### Défaites judiciaires
Contre les archives départementales du Cantal :
- Le 3 juillet 2010, NotreFamille.com formule sa demande de réutilisation commerciale des cahiers de recensements de 1831 à 1931 numérisés au département du Cantal. Dans un jugement du 5 juillet 2011, le tribunal administratif donne raison à la société commerciale[66]. Le 24 novembre 2011, la CNIL donne son aval au transfert des documents d’archives publiques contenant des données à caractère personnel vers Madagascar et l’île Maurice pour un travail d'indexation, objet d'un litige avec le Cantal[67]. Le 4 juillet 2012, la Cour administrative d'appel annule le jugement du Tribunal administratif de Clermont-Ferrand en vertu de quoi, NotreFamille.com n'avait pas l'accord de la CNIL au moment de sa demande[68].

Contre les archives départementales de la Vienne :
- En 2009, NotreFamille.com se tourne devant le tribunal administratif après le refus des archives de la Vienne de sa demande de réutilisation. Le tribunal administratif de Poitiers rejette la requête de l'entreprise en première instance[69]. Le 26 février 2015, la cour administrative d'appel de Bordeaux dans sa décision rendue en appel reconnait aux archives de la Vienne le droit de fixer les conditions de la réutilisation, voire de l'interdire s’agissant d'une base de données[61],[70].

## Identité visuelle

### Logos

Ancien logo de notrefamille.com
Logo de notrefamille.com jusqu'en 2015
Ancien logo de généalogie.com
Logo de généalogie.com jusqu'en 2016
Logo de filae depuis 2016

## Géopatronyme
Élaboré à partir du fichier Insee des communes de naissances, Géopatronyme est un site web commercial qui recense 1 329 359 patronymes. Depuis 2023, le service appartient à la société Filae et a changé de nom et d'adresse,.
Le site se limite au seul territoire actuel de la France, et pour chaque patronyme, une répartition par départements y figure dans une période donnée,.

### Sources des données
Les entrées de ce site généalogique sont fondées sur les données du répertoire national d'identification des personnes physiques (RNIPP), un fichier de l'Institut national de la statistique et des études économiques (Insee), afin de dresser une base de données de naissances par nom de famille (patronyme), par lieu et par période de temps,,.
Ces données sont en relation avec les opérations d'immatriculation à la Sécurité sociale entreprises au lendemain de la Seconde Guerre mondiale effectuées sous les auspices de l'Insee (voir « Numéro de sécurité sociale ») : la naissance de certaines personnes jamais assujetties à la Sécurité sociale peut ne pas être répertoriée.

### Présentation des résultats
Pour chaque patronyme de la base de données, les statistiques donnent le nombre de naissances selon deux critères à la fois : 
- pour quatre périodes de 25 ans (1891-1915, 1916-1940, 1941-1965 et 1966-1990) ;
- par lieu, essentiellement par département français, graphiquement avec une carte de France des départements, et un tableau des départements classés par ordre décroissant du nombre de naissances pour le patronyme (en cliquant sur un nom de département on obtient une liste des communes triée par ordre d'effectif, qui n'est pas affiché)[72],[73].

### Antécédents
Avant Internet, des données similaires étaient consultables, déjà sous le nom Géopatronyme, sur une borne présente au Centre Pompidou à Paris. Conçu pour l’exposition Parlez-vous français ? (11 février - 8 juin 1987) à la Galerie de la BPI, Bibliothèque publique d'information, ce logiciel était constitué à partir des 200 000 particuliers présents plus de dix fois dans l’annuaire du téléphone de 1986. Il est resté à la disposition du public jusqu’en janvier 2000,.